# Dischidodactylus
Dischidodactylus é um gênero de anfíbios da família Craugastoridae.
As seguintes espécies são reconhecidas:
- Dischidodactylus colonnelloi Ayarzagüena, 1985
- Dischidodactylus duidensis (Rivero, 1968)